# 厄爾巴索縣 (科羅拉多州)
埃尔帕索縣（英語：El Paso County）是美国科羅拉多州東南部的一個縣，面積5516平方公里。根據2020年美國人口普查，共有人口73萬395人。縣治科罗拉多斯普林斯（Colorado Springs）。該縣成立於1861年11月1日，是最早成立的十七個縣之一；縣名是西班牙语「山口」的意思，指猶他山口（目前屬於特勒郡）。